# Laura Antonelli
Laura Antonelli, född 28 november 1941 i Pola i dåvarande Italien (i nuvarande Kroatien), död 22 juni 2015 i Ladispoli utanför Rom, var en italiensk skådespelare. Hon medverkade i en rad sexkomedier inom ramen för commedia all'italiana.

## Biografi
Laura Antonelli gjorde reklam för Coca-Cola, innan hon filmdebuterade i Le sedicenni 1965. Antonelli fick sitt genombrott i Odygdens belöning 1973, där hon spelar en sexuellt åtråvärd hushållerska.

## Filmografi (urval)
| År   | Titel                                | Roll               |
| ---- | ------------------------------------ | ------------------ |
| 1965 | Le sedicenni                         |                    |
| 1966 | Le spie vengono dal semifreddo       | Rosanna            |
| 1966 | Scusi, lei è favorevole o contrario? | Piera              |
| 1969 | Le malizie di Venere                 | Wanda von Dunajew  |
| 1970 | A Man Called Sledge                  | Ria                |
| 1971 | Okänd hämnare                        | Juliette Vaudreuil |
| 1971 | Il merlo maschio                     | Costanza Vivaldi   |
| 1973 | Sessomatto                           |                    |
| 1973 | Odygdens belöning                    | Angela             |
| 1976 | Den oskyldige                        | Giuliana Hermil    |
| 1977 | Hustru och älskarinna                | Antonia De Angelis |
| 1981 | Kärlekspassionen                     | Clara              |
| 1981 | Il turno                             | Stellina Ravi      |
| 1981 | Casta e pura                         | Rosa Di Maggio     |
| 1985 | La gabbia                            | Mare Colbert       |
| 1986 | La venexiana                         | Angela             |
| 1989 | L'avaro                              | Frosina            |

## Bildgalleri

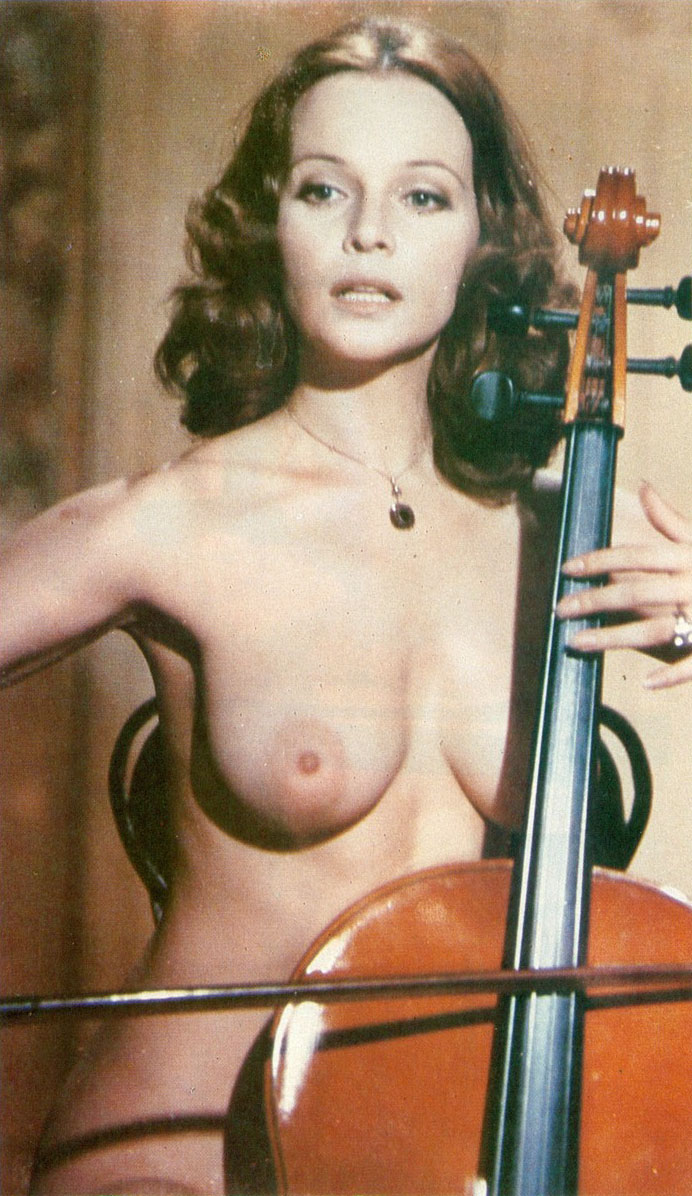
Som Costanza Vivaldi i Il merlo maschio.
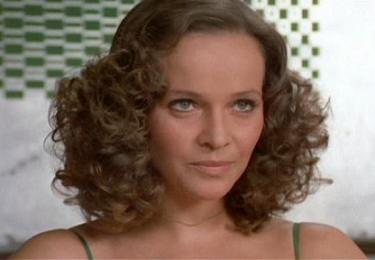
I Sessomatto.